# Ganiganapura, Malavalli
Ganiganapura là một làng thuộc tehsil Malavalli, huyện Mandya, bang Karnataka, Ấn Độ.